# Morjana Alaoui
Pour les articles homonymes, voir Alaoui.
Morjana Alaoui est une actrice marocaine née le 7 août 1982 à Casablanca, Maroc.

## Biographie
Morjana-Hind El Alaoui naît le 7 août 1982 à Casablanca et y grandit. Elle obtient son bac à l'École Américaine de Casablanca et poursuit ses études en Floride puis à Paris. C'est à Paris qu'elle est contactée pour un casting par Laïla Marrakchi, réalisatrice du film Marock. En 2008, elle tient le rôle principal du film d'horreur franco-canadien Martyrs.

## Filmographie

### Cinéma
- 2005 : Marock de Laïla Marrakchi : Rita
- 2008 : Martyrs de Pascal Laugier : Anna
- 2009 : La Double vie de Daniel Shore de Michael Dreher : Iman
- 2010 : Le Rodba de Hafsia Herzi (Court-métrage) : Nina
- 2010 : Les Fleurs de Kirkouk (it) (Golakani Kirkuk) de Fariborz Kamkari : Najla
- 2011 : Forces spéciales de Stéphane Rybojad : Maïna
- 2013 : Exit Maroc (Traitors) de Sean Gullette : Jad
- 2013 : Rock the Casbah de Laïla Marrakchi : Sofia
- 2014 : Scintilla (The Hybrid) de Billy O'Brien : Healy
- 2016 : Burnout de Nour-Eddine Lakhmari : Ines
- 2016 : Broken (The Myth of Hopelessness) de Shaun Robert Smith : Evie

### Télévision
- 2014 : La Fille du désert (The Red Tent) (série télévisée) : Ahouri